# Манипури (народ)
Манипу́ри, мейтхеи (манипури ꯃꯤꯇꯩ ꯐꯨꯂꯨꯞ) — народ, проживающий в Индии, преимущественно в штате Манипур, а также в Бангладеш и Мьянме. Говорят на языке манипури тибето-бирманской подсемьи сино-тибетской семьи. Общая численность в Индии — 1 261 000 человек. По религии около 60 % манипури — индуисты, остальные — христиане, приверженцы древних анимистических верований и мусульмане. Занятия: земледелие (рис, сахарный тростник, фрукты), шелководство, разведение рабочего скота, породистых лошадей, свиней, работа в промышленности (преимущественно на шёлкоткацких фабриках). Развиты ремёсла — ткачество, плетение различных изделий из соломы, травы и бамбука, гончарство и другие. Манипури имеют свою литературу (на основе письма манипури и бенгальского алфавита) и богатый фольклор. Известно их танцевальное искусство.